# Облямівка (геральдика)
Облямі́вка, бордю́р або кайма́ (англ. і фр. bordure, ісп. bordura, нім. Bord, пол. bordiura, порт. bordadura, рос. кайма) — у геральдиці, блазонуванні облямівка по краю щита. Різновид — внутрішня облямівка.

## Галерея

Звичайна
Тонка
Іспанська
Наварська
Картата